# Sperlingsvögel
Die Sperlingsvögel (Passeriformes, von lat. passer, „Sperling“) bilden mit über 6500 Arten die größte Ordnung der Klasse der Vögel (Aves). Für die Gesamtheit aller anderen Vogelordnungen findet sich häufig der (unwissenschaftliche) Überbegriff Nichtsperlingsvögel (Nonpasseriformes).
Sperlingsvögel haben generell einen nach hinten und drei nach vorn gerichtete (anisodactyle) Zehen mit Sehnen, die so ausgebildet sind, dass sich die Füße um Äste schließen oder an den Untergrund krallen, wenn der Vogel sitzt oder schläft. Auf Englisch werden sie auch als perching birds, hockende Vögel, bezeichnet.

## Merkmale
Sperlingsvögel sind im Vergleich zu den Vertretern anderer Ordnungen überwiegend kleine Vögel. Die Körperlänge reicht von 6,5 (Stummelschwanz-Zwergtyrann) bis zu 120 (Paradiesvögel) Zentimetern. Viele Sperlingsvögel der hohen Breitengrade sind Zugvögel, Standvögel finden sich dagegen vorwiegend bei den Arten der Subtropen und Tropen. Zu letzteren gehören die Arten in den Familien der Leierschwänze oder auch der Lappenvögel, bei denen das Flugvermögen schwach entwickelt ist.

## Nahrung und Nahrungssuche
Die überwiegende Anzahl der Sperlingsvögel frisst Wirbellose oder Pflanzensamen, oft auch beides. Ausnahmen von dieser generellen Regel stellen einige vorwiegend im tropischen Regenwald lebende Familien dar, zu denen die Paradiesvögel, die Schnurrvögel und die Kotingas zählen. Sie ernähren sich nahezu ausschließlich von Früchten. Die Würger dagegen sind Fleischfresser, die neben großen Insekten auch kleine Wirbeltiere wie Eidechsen und Mäuse erbeuten. Kreuzschnäbel dagegen leben als erwachsene Vögel fast ausschließlich von Koniferensamen. Sie sind an ihre Ernährungsweise dadurch angepasst, dass ihr Schnabel gekreuzt ist und sie damit in der Lage sind, Samen wie mit einer Pinzette aus Zapfen zu entfernen. Die Wasseramseln tauchen in flachen und schnellfließenden Bächen nach Insekten. Sie sind die einzigen Sperlingsvögel mit dieser Fähigkeit.
Für einige wenige Arten ist auch der Gebrauch von Werkzeugen beim Nahrungserwerb beschrieben worden. Dazu zählt beispielsweise der Spechtdarwinfink auf den Galapagosinseln, der mit einem Stöckchen oder Kaktusdorn nach Insekten stochert, die in den Borkenspalten von Bäumen leben.
Sperlingsvögel gehören zu den wenigen Wirbeltieren, die das benötigte Vitamin C nicht selbst synthetisieren können. Sie müssen es folglich mit der Nahrung aufnehmen.

## Systematik

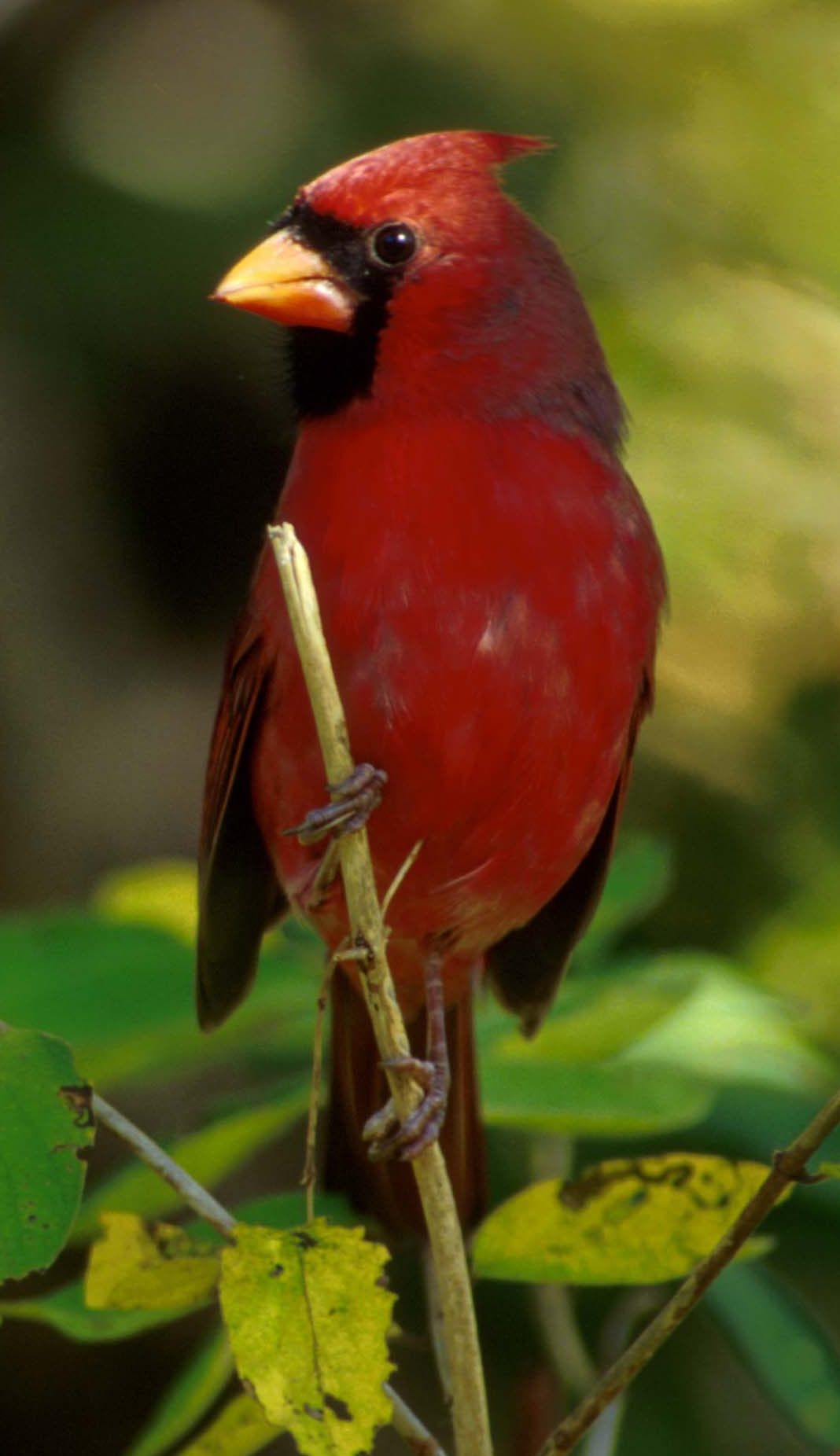
Rotkardinal

In der Systematik der Vögel werden die Sperlingsvögel heute in drei Unterordnungen unterteilt. Die basalen, neuseeländischen Stummelschwänze (Maorischlüpfer, Acanthisitti) sind die Schwestergruppe aller anderen Sperlingsvögel. Die übrigen teilen sich in die Schreivögel (Tyranni), die einen einfacher gebauten unteren Kehlkopf haben, und die Singvögel (Passeri), deren Stimmkopf so entwickelt ist, dass sie eine Vielzahl von Tönen produzieren können. Insgesamt gibt es etwa 5.700 Arten von Sperlingsvögeln.
|  | Stummelschwänze (Acanthisitti)                                                |
|  |                                                                               |
|  | \| \| Schreivögel (Tyranni) \| \| \| \| \| \| Singvögel (Passeri) \| \| \| \| |
|  |                                                                               |
|  | Schreivögel (Tyranni)                                                         |
|  |                                                                               |
|  | Singvögel (Passeri)                                                           |
|  |                                                                               |

|  | Schreivögel (Tyranni) |
|  |                       |
|  | Singvögel (Passeri)   |
|  |                       |